# ليف بيترسون
ليف بيترسون (بالسويدية: Leif Pettersson)‏ هو سياسي سويدي، ولد في 1954 في السويد. حزبياً، نشط في حزب العمال الديمقراطي الاشتراكي السويدي. وقد انتخب عضو البرلمان السويدي ‏.